# Liste des présidents de la république d'Arménie
Cet article liste les présidents de la république d'Arménie depuis son indépendance en 1991.

## Liste
| N° | Portrait             | Titulaire (Naissance-mort)        | Élection | Mandat           | Mandat                       | Mandat                     | Parti politique | Parti politique |
| N° | Portrait             | Titulaire (Naissance-mort)        | Élection | Début            | Fin                          | Durée                      | Parti politique | Parti politique |
| -- | -------------------- | --------------------------------- | -------- | ---------------- | ---------------------------- | -------------------------- | --------------- | --------------- |
| 1  | Levon Ter-Petrossian | Levon Ter-Petrossian (né en 1945) | 1991     | 11 novembre 1991 | 11 novembre 1996             | 5 ans                      |                 | HHS             |
| 1  | Levon Ter-Petrossian | Levon Ter-Petrossian (né en 1945) | 1996     | 11 novembre 1996 | 3 février 1998 (démission)   | 5 ans                      |                 | HHS             |
| 2  | Robert Kotcharian    | Robert Kotcharian (né en 1954)    | intérim  | 3 février 1998   | 9 avril 1998                 | 10 ans, 2 mois et 6 jours  |                 | Indépendant     |
| 2  | Robert Kotcharian    | Robert Kotcharian (né en 1954)    | 1998     | 9 avril 1998     | 9 avril 2003                 | 10 ans, 2 mois et 6 jours  |                 | Indépendant     |
| 2  | Robert Kotcharian    | Robert Kotcharian (né en 1954)    | 2003     | 9 avril 2003     | 9 avril 2008                 | 10 ans, 2 mois et 6 jours  |                 | Indépendant     |
| 3  | Serge Sarkissian     | Serge Sarkissian (né en 1954)     | 2008     | 9 avril 2008     | 9 avril 2013                 | 5 ans                      |                 | HHK             |
| 3  | Serge Sarkissian     | Serge Sarkissian (né en 1954)     | 2013     | 9 avril 2013     | 9 avril 2018                 | 5 ans                      |                 | HHK             |
| 4  | Armen Sarkissian     | Armen Sarkissian (né en 1953)     | 2018     | 9 avril 2018     | 1er février 2022 (démission) | 3 ans, 9 mois et 23 jours  |                 | Indépendant     |
| —  | Alen Simonian        | Alen Simonian (né en 1980)        | intérim  | 1er février 2022 | 13 mars 2022                 | 1 mois et 12 jours         |                 | KP              |
| 5  | Vahagn Khatchatrian  | Vahagn Khatchatrian (né en 1959)  | 2022     | 13 mars 2022     | en cours                     | 2 ans, 11 mois et 20 jours |                 | Indépendant     |